# Черкаський сільський округ (Саркандський район)
Черка́ський сільський округ (каз. Черкасск ауылдық округі, рос. Черкасский сельский округ) — адміністративна одиниця у складі Саркандського району Жетисуської області Казахстану. Адміністративний центр — село Черкаськ.
Населення — 2968 осіб (2021; 3783 у 2009, 4606 у 1999, 6654 у 1989).
Станом на 1989 рік існували Каргалинська сільська рада (села Каргали, Соколовка), Петропавловська сільська рада (села Петропавловка, Садове) та Черкаська сільська рада (села Леніна, Черкаське).

## Склад
До складу округу входять такі населені пункти:
| Населений пункт | Населення, осіб (1989) | Населення, осіб (1999) | Населення, осіб (2009) | Населення, осіб (2021) |
| --------------- | ---------------------- | ---------------------- | ---------------------- | ---------------------- |
| Аккайин, село   | 513                    | 381                    | 292                    | 210                    |
| Актума, село    | 1676                   | 1001                   | 852                    | 694                    |
| Єшкіолмес, село | 582                    | 421                    | 320                    | 224                    |
| Каргали, село   | 1910                   | 1538                   | 1278                   | 1074                   |
| Теректі, село   | 332                    | 165                    | 74                     | 28                     |
| Черкаськ, село  | 1641                   | 1100                   | 967                    | 738                    |